# 山葉直吉
山葉直吉（やまは なおきち、1881年(明治14年) - 1938年(昭和13年)10月16日）は、日本のピアノ製造技師である。

## 人物
1881年生まれ、旧姓尾島直吉は10歳のとき山葉オルガン製造所(後の日本楽器製造株式会社)の山葉寅楠のもと弟子入りする。
その後、寅楠の姪と結婚し山葉姓を名乗る。
19歳のとき、日本楽器製造の初代ピアノ部長となり、大正末期には年長者をさしおき43歳で工場長も兼務する
。
当時、部下であった中谷孝男は直吉を先生と慕い、その人柄を「慎重居士というか、ご自身の意思表示について非常に慎重であるという一面がうかがわれる」と述べている
。
1927年、当時起こっていた労働争議などが原因となり工場長を辞職、翌年には日本楽器製造を正式に退職。
その後、山葉ピアノ研究所を設立し直吉に追って退職した大橋幡岩、尾島一二、田中喜三郎らと「N.YAMAHA」ブランドでピアノ製造に取り組む
。

## 直吉メモ
直吉は、ピアノ製造状況を手帳に記録しており、そこには製造番号1001番から始まる製造の記録とともに、1900年2台、1901年6台、1902年8台、1903年21台などと生産台数も記されている。
原本である手帳は現存しないが、中谷孝男の夫人が一部書き写したものや、過去に出版された山葉ピアノに関する研究本などにも手帳からの引用があり、こうした手帳記録を「直吉メモ」と呼んでいる
。